# Vedel
De vedel was een voorloper van de viool.
De vedel was in de middeleeuwen de verzamelnaam voor alle snaarinstrumenten. De vedel is vanuit China via Perzië en Arabië naar Europa gekomen. De Arabische naam voor de vedel, rebab, wordt daar nog steeds gehanteerd.
De vedel kende ook vele vormen. Dit werd veroorzaakt door het feit dat iedere speler destijds zelf zijn eigen instrument, zijn eigen vedel maakte. De vorm werd wel van elkaar gekopieerd, en langzamerhand werden steeds meer verbeteringen in het ontwerp geïntroduceerd. De klankkast werd bij voorkeur uit een stuk hout gebouwd, evenwel werden de onderdelen veelal aan elkaar gelijmd. Ze bevat zes snaren.
De korthalsvedel werd met de linkerhand tegen de borst of hals gehouden. Met de rechterhand werd door middel van de strijkstok gemusiceerd. Tijdens de renaissance werd de familie uitgebouwd en werden de grotere types geklemd tussen de benen en zo bespeeld. Het instrument werd zowel bij religieuze als burgerlijke feesten bespeeld.